# Ludwik Spiess

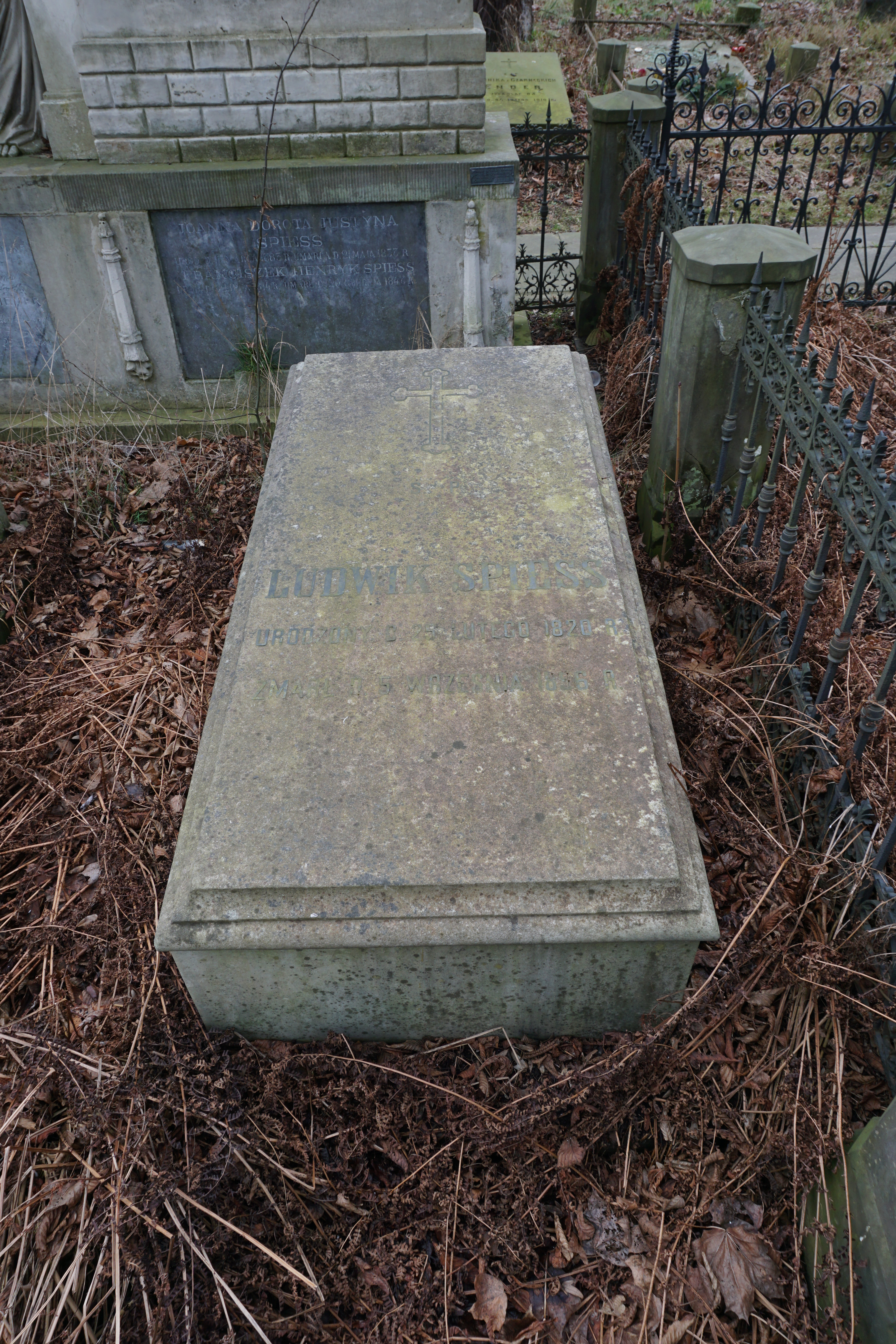
Grób Ludwika Spiessa na cmentarzu ewangelicko-augsburskim w Warszawie

Ludwik Henryk Spiess (ur. 5 sierpnia 1820 w Warszawie, zm. 5 września 1896 tamże) – polski farmaceuta, przemysłowiec, prekursor przemysłu farmaceutycznego w Polsce.

## Życiorys
Był synem Henryka Bogumira (farmaceuty) i Elżbiety Marii z Marchandów.
Był właścicielem składu aptecznego i chemicznego założonego przez niego w 1844 w Warszawie. W 1848 wybudował fabrykę nawozów sztucznych w Rudzie Guzowskiej (dzisiaj Żyrardów). W 1860 przejął po ojcu jeden z największych w Królestwie Polskim zakładów chemicznych – fabrykę w Tarchominie. Przeniósł do niej produkcję nawozów sztucznych, rozbudował ją i poszerzył asortyment produkowanych wyrobów o kosmetyki i galenowe preparaty (leki otrzymywane metodą ekstrakcji z produktów pochodzenia naturalnego, nazwa od Galena, starożytnego lekarza). 
Od 1874 kierował fabryką wraz z synem Stefanem pod szyldem: Fabryka Płodów Chemicznych Ludwik Spiess i Syn. Wytwórnia ta była poprzednikiem tarchomińskiej Polfy.

### Funkcje społeczne
- współzałożyciel oraz wieloletni prezes Kasy Pożyczkowej Przemysłowców Warszawskich
- członek komitetu zborowego oraz prezes Rady Szczegółowej szpitala Ewangelickiego
- dyrektor Warszawskiego Towarzystwa Wzajemnego Kredytu
- starszy wydziału kasowego Kolegium Kościelnego

### Życie prywatne
W 1846 ożenił się z Anastazją z Dursów (1822–1895). Mieli syna Stefana (1847–1893). Wnukiem Ludwika Spiessa był Ludwik Julian Spiess (1872–1956).
Ludwik Spiess spoczywa w grobowcu rodzinnym na cmentarzu ewangelicko-augsburskim w Warszawie (al. 5, nr 21).

## Publikacje
- Rys historyczno–statystyczny szpitali i innych zakładów dobroczynnych w Królestwie Polskim, 1872
- Opisanie szpitala Ewangelickiego w Warszawie, 1875
- Pamiętnik kasy Pożyczkowej Przemysłowców Warszawskich, 1895